# Алтухов, Анатолий Иванович
Анатолий Иванович Алтухов (род. 6 сентября 1949, с. Ломовое Чаплыгинского района Липецкой области) — российский учёный в области экономики АПК, доктор экономических наук (1993), профессор (1997), академик РАСХН (2012), академик РАН (2013), заслуженный деятель науки Российской Федерации (2024). Специалист в области российского рынка продовольствия, и в частности — зерна.

## Биография
Окончил Московскую сельскохозяйственную академию им. К. А. Тимирязева (1972).
В 1972—1976 главный экономист совхоза «Победа» Чаплыгинского района.
В 1976—2010 годах работал во Всероссийском НИИ экономики сельского хозяйства: аспирант (1976—1979), старший научный сотрудник, заведующий сектором (1979—1990), докторант (1990—1992), заведующий сектором прогнозирования отраслей растениеводства, животноводства и перерабатывающей промышленности; заведующий отделом прогноза АПК и развития межрегиональных продовольственных связей (1993—2003); заместитель директора (2003—2010). 
В 1979 году защитил кандидатскую диссертацию «Организационно-экономические аспекты создания специализированных хозяйств по семеноводству зерновых культур : на примере хозяйств Липецкой области», в 1993 году — докторскую диссертацию «Повышение эффективности зернового хозяйства Российской Федерации».
В 2010—2014 академик-секретарь Отделения экономики и земельных отношений РАСХН. С апреля 2014 года — заведующий отделом ФГБНУ «Федеральный научный центр аграрной экономики и социального развития сельских территорий — Всероссийский НИИ экономики сельского хозяйства». С 2017 года — заместитель академика-секретаря — руководитель секции Отделения сельскохозяйственных наук РАН.
Награждён медалью «В память 850-летия Москвы».

## Основные работы
Автор около 600 научных трудов. Книги:
- Развитие продовольственного рынка России: в 2 ч. / соавт.: Г. И. Макин, М. А. Бабков. — М.: АгриПресс, 1999—2000.
- Безопасность России. Правовые, социально-экономические и научно-технические аспекты. Разд. 1-2. Продовольственная безопасность / соавт.: А. В. Гордеев и др. — М.: Знание, 2000—2001.
- Развитие зернового хозяйства в России / Всерос. НИИ экономики сел. хоз-ва. — М., 2006.— 847 с.
- Экономика зернового хозяйства в России / Всерос. НИИ экономики сел.хоз-ва. -М.: НИПКЦ Восход-А, 2010.— 799 с.
- Зерновой рынок России / Всерос. НИИ экономики сел. хоз-ва. — М., 2012. — 700 с.
- Развитие национального зернового рынка: проблемы и возможные пути их решения / соавт. Ж. Т. Кульчикова; ГНУ Всерос. НИИ экономики сел. хоз-ва.- Костанай: Костан. печат. двор, 2013. — 393 с.
- Основные направления регионального размещения и специализации агропромышленного производства в России: моногр. / соавт.: А. И. Трубилин др.; ГНУ Всерос. НИИ экономики сел. хоз-ва и др. — М.; Краснодар: ГубГАУ, 2014. — 182 с.
- Развитие зернопродуктового подкомплекса России. — Краснодар : КубГАУ ЭДВИ, 2014. — 661 с.
- Экономические проблемы инновационного развития зернопродуктового подкомплекса России / соавт. В. И. Нечаев.- М.: Изд-во Насирддинова В. В., 2015. — 476 с.
- Методическое обеспечение проведения научных исследований экономических проблем развития АПК России / соавт.: А. Н. Семин, Г. В. Беспахотный. — М.; Екатеринбург: Фонд «Кадровый резерв», 2016. — 543 с.